# Visor estereoscòpic Brewster

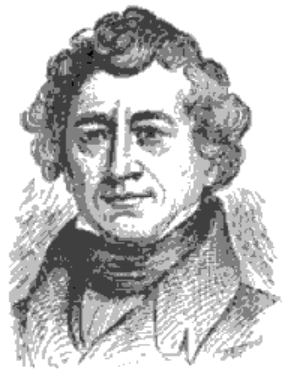
David Brewster (Jedburgh, 1781 - Melrose, 1868)

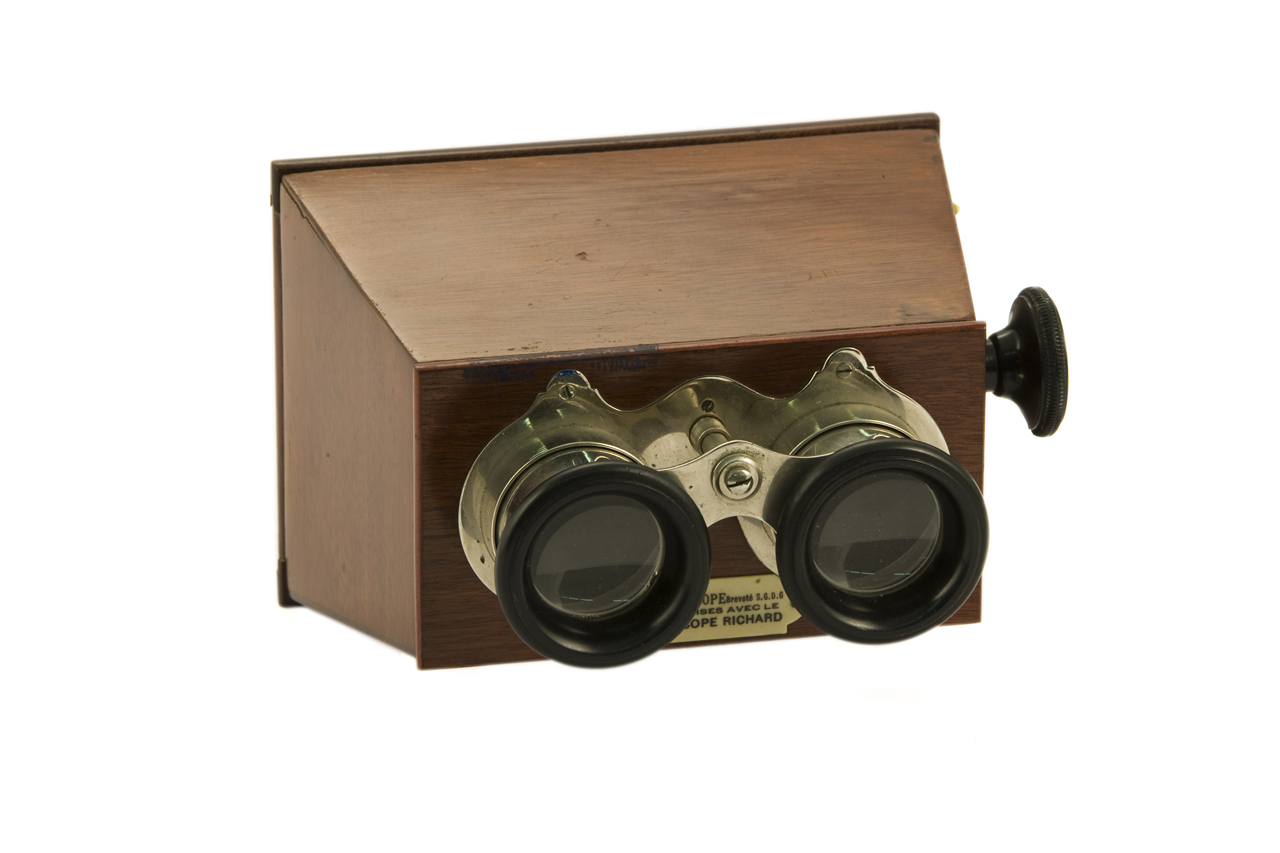
Exemplar portàtil de 1870, conservat al Museu Leonardo da Vinci, a Milà.

El visor estereoscòpic Brewster o estereoscopi lenticular és un aparell precinematogràfic inventat l'any 1849 de la mà del físic escocès David Brewster, el cognom del qual inspirà el nom de l'artefacte. Fou produït per la companyia parisenca Duboscq & Soleil. L'esmentat aparell és una joguina òptica, per la qual cosa es tracta d'un objecte mecànic nascut amb l'objectiu científic de comprovar les teories retintinianes, però que, no obstant això, després d'assolir el seu objectiu d'investigació, fou transformat en una joguina d'entreteniment del jovent basada en un engany visual.
Aquest aparell sorgí amb el fi darrer de mostrar fotografies en tres dimensions, per mitjà de la creació d'un efecte de profunditat i perspectiva. Bàsicament, es tracta d'un visor de fusta que, gràcies a la distància entre les seves dues lents i a la placa transversal que separa el camp visual, en introduir una imatge estereoscòpica dins seu, mostra una imatge tridimensional. En tractar-se d'un artefacte que, d'igual manera com succeeix amb els prismàtics, es basa únicament en dos orificis on col·locar ambdós ulls d'una mateixa persona, és d'ús individualitzat.

## Etimologia i ortografia
"Estereòpsia" prové del grec: στερεά (“sòlida”) i ὄψις (“visió”). Es refereix al fenomen de la percepció visual que provoca que dues imatges contemplades des d'un punt de vista lleugerament diferent (una vista per l'ull dret i l'altra per l'esquerre) el cervell les interpreti com una única imatge de naturalesa tridimensional. L'esmentada diferència de perspectiva de cada ull amb relació al món físic rep el nom de "disparitat binocular" o "disparitat retinal". D'aquesta manera, l'aparell s'anomena "Visor estereoscòpic Brewster", a causa de l'estereoscòpia (que és l'efecte visual que l'aparell reprodueix) i a causa de David Brewster (puix és el seu creador).

## Tecnologia i funcionament
L'estereoscopi lenticular es resumeix en una caixa de fusta amb dos lents que, en mirar a través, permeten veure una imatge estereoscòpica. Dins de la caixa, es troba una placa transversal que separa les dues fotografies independents, les quals el cervell humà interpreta com una sola. Per tal de col·locar les dites plaques (el visor va ser dissenyat per a visualitzar plaques estereoscòpiques de 6 x 13 mm.), la caixa disposa d'una ranura lateral. En la part alta de l'artefacte, descansa una trapa que conté un mirall, el qual proporciona la llum necessària per tal de poder apreciar detalladament les imatges.

## Història
El visor estereoscòpic Brewster fou fabricat a França i inventat l'any 1849 per David Brewster, un escocès científic de professió (encara que també destacat naturalista, inventor i escriptor), la vida del qual va ser destinada a la investigació al voltant del camp de l'òptica. De fet, a l'invent el va anomenar amb el seu cognom. L'aparell, així mateix, va ser produït a França per Duboscq & Soleil, una famosa companya parisenca.
Per a entendre l'origen de l'estereoscopi lenticular de Brewster, un ha de remuntar-se el 1838, quan el científic i inventor britànic Sir Charles Wheatstone va descobrir un aparell capaç de crear il·lusió d'imatges tridimensionals a partir d'una doble imatge que el cervell humà interpreta com una sola. Aquest aparell fou batejat amb el nom "estereoscopi". No va ser, però, fins al 1849 quan Brewster va fer evolucionar l'invent de Wheatstone, incorporant a l'aparell prismes per a unir les diferents imatges. L'estereoscòpic Brewster es va llançar públicament l'any 1851, en l'Exposició Mundial de Londres. Allà l'artefacte fou, fins i tot, mostrat a la Reina Victòria, a qui l'invent agradà molt. Aquest fet li va atorgar al visor molta popularitat.